# Walibi-Gruppe
Die Walibi-Gruppe ist eine Freizeitpark-Kette von Grévin & Cie, zu der Parks in Belgien, Frankreich und den Niederlanden gehören.

## Geschichte
Der erste Park der heutigen Walibi-Gruppe war ein Freizeitpark im Ortsdreieck Wavre, Limal und Bierges, den 1975 Eddy Meeùs gründete. Der Name des Parks ergab sich aus seiner Lage in diesem Dreieck und wurde einfach aus den zwei ersten Buchstaben jedes Ortes zusammensetzt. Das Maskottchen der Walibi-Parks war von der Eröffnung an ein gleichnamiges oranges Känguru. Vom Ende der 1980er Jahre an wurde die eigentliche Parkgruppe durch den Zukauf von Parks ins Leben gerufen. Zuerst wurden die französischen Parks Walibi Rhône-Alpes (Les Avenières, 1989), Walibi Schtroumpf (Metz, 1990) und Walibi Aquitaine (Roquefort, 1992) akquiriert, bevor 1994 mit dem Flevohof (Biddinghuizen) ein niederländischer Park zugekauft und in Walibi Flevo umgestaltet wurde. Des Weiteren wurde 1990 der belgische Bellewaerde Park (Ieper) übernommen, allerdings unter altem Namen fortgeführt.
Neben den klassischen Freizeitparks gehörten außerdem von 1989 Mini Europe und von 1992 der überdachte Wasserpark Océade jeweils bis 1998 zur Gruppe.
Im Zuge des Einstiegs in das Europa-Geschäft der US-amerikanischen Gruppe Premier Parks (später Six Flags) wurden 1998 auch die Walibi-Parks veräußert. Unter dem neuen Besitzer wurde die Gruppe mit weiteren Parks als „Six Flags European Division“ weitergeführt und „Wavre“ sowie „Flevo“ auf die Marke Six Flags umgestellt. In dieser Zeit wurde auch Schtroumpf durch den Verlust seiner Schlumpf-Lizenzen in Walibi Lorraine umbenannt.
2004 stieg Six Flags aus dem europäischen Markt aus und verkaufte die Parks an den britischen Finanzinvestor Palamon Capital Partners, der die Gruppe unter dem Namen StarParks weiterführte und Six-Flags-Parks wieder in Walibi-Parks umbaute.
Im Jahr 2006 verkaufte Palamon die genannten Parks außer „Lorraine“ an die französische Kette Grévin & Cie, die den Namen weiterführen. Walibi Lorraine wurde von regionalen Investoren übernommen, der ihn zur Saison 2007 in Walygator Parc umbenannt hat.

## Freizeitparks
| Name               | Ort                | Land        | Eröffnung | Erworben | Vorbesitzer       | Verkauft | Käufer                      |
| ------------------ | ------------------ | ----------- | --------- | -------- | ----------------- | -------- | --------------------------- |
| Bellewaerde Park   | Ypern              | Belgien     | 1954      | 1990     | Albert Florizoone | 1998     | Six Flags European Division |
| Mini-Europa        | Brüssel            | Belgien     | 1989      | 1989     | Erstbesitzer      | 1998     | Thierry Meeùs               |
| Océade             | Brüssel            | Belgien     | 1988      | 1992     | SPA Heysel SA     | 1998     | Thierry Meeùs               |
| Walibi Belgium     | Wavre              | Belgien     | 1975      | 1989     | Eddy Meeùs        | 1998     | Six Flags European Division |
| Walibi Holland     | Biddinghuizen      | Niederlande | 1971      | 1994     | Herman Eshuis     | 1998     | Six Flags European Division |
| Walibi Lorraine    | Maizières-lès-Metz | Frankreich  | 1989      | 1990     | Sorepark          | 1998     | Six Flags European Division |
| Walibi Rhône-Alpes | Les Avenières      | Frankreich  | 1979      | 1989     | Eddy Meeùs        | 1998     | Six Flags European Division |
| Walibi Sud-Ouest   | Roquefort          | Frankreich  | 1992      | 1992     | Erstbesitzer      | 1998     | Six Flags European Division |